# Domedagssekt
En domedagssekt är en sekt som förutspår jordens sista dag. Oftast har domedagen en katastrofal utgång. 

## Exempel på domedagssekter
Det mest spektakulära fallet är sekten Folkets tempel, där ledaren Jim Jones övertygade sina anhängare att begå kollektivt självmord 1978 i bosättningen Jonestown i Guyanas djungel. 914 sektmedlemmar dog av saftdryck spetsad med valium och cyanid. 
En annan känd sekt i kategorin är Heaven's Gate, i vilken 39 medlemmar begick kollektivt självmord genom att förtära den livsfarliga kombinationen pentobarbital och alkohol på en ranch i Kalifornien, USA, i mars 1997 när kometen Hale–Bopp passerade nära jorden. Medlemmarna var övertygade om en utomjordisk rymdfarkost skulle föra dem till en högre existens.
Inom Soltempelorden blev många medlemmar så paranoida att det utvecklades till en serie massjälvmord på olika platser, vilket ledde till 74 dödsfall mellan 1994 och 1997.  Avskedsbrev tydde på flykt från världen och man sade sig flytta vidare till Sirius. Bland Davidianerna dog 82 medlemmar under en militär belägring av sektens gård utanför Waco, Texas, USA 1993. Huruvida detta kan klassas som ett massjälvmord eller om myndigheterna bär ansvar för dödsfallen är fortfarande en kontroversiell fråga.
I ett förmodat massjälvmord i Uganda vid årsskiftet 1999–2000 dog mellan 780 och 1 000 medlemmar av gruppen Movement for the Restoration of the Ten Commandments of God när deras kyrka brann ner. Kyrkan var låst utifrån och lik återfanns i sektledarens trädgård, varför det tycks även ha rört sig om tidigare mord, utöver massjälvmordet. Sekten, som har en apokalyptisk syn, har kallats den "ugandiska domedagssekten".
I bestämd form, den "japanska domedagssekten", har termen ibland använts om den japanska sekten Aum Shinrikyo, som släppte ut saringas i Tokyos tunnelbana 1995.

### Fotnoter
1. ↑  ”domedagssekt | svenska.se”. https://svenska.se/tre/?sok=domedagssekt&pz=8. Läst 3 juli 2024.
2. ↑  ”domedag | SAOL | svenska.se”. https://svenska.se/saol/?hv=lnr430099. Läst 3 juli 2024.
3. ↑  ”sekt | SAOL | svenska.se”. https://svenska.se/saol/?hv=lnr80026. Läst 3 juli 2024.
4. ↑  ”Reconstructing the Jonestown Narrative”. https://jonestown.sdsu.edu/?page_id=128453. Läst 8 februari 2025.
5. ↑  ”Heaven's Gate”. Nationalencyklopedin. https://www.ne.se/uppslagsverk/encyklopedi/l%C3%A5ng/heaven-s-gate. Läst 11 oktober 2017.